# Quantenausbeute
Die Quantenausbeute (auch Quanteneffizienz oder Quantenwirkungsgrad (engl. quantum yield); oder im speziellen Fall Fluoreszenzausbeute) gibt das Verhältnis zwischen beteiligten Lichtquanten bei einem resultierenden Ereignis (etwa Lichtabsorption, Fluoreszenzemission, eine photochemische Reaktion eines Moleküls, eine Rekombination von Ladungsträgerpaaren usw.) und dem auslösenden Ereignis (wie die Gesamtheit der dafür zur Verfügung gestandenen Photonen) an. Die Quantenausbeute ist üblicherweise {\displaystyle \leqq 1}.
In der Fluoreszenzspektroskopie gibt die Quantenausbeute eines Fluorophors das Verhältnis zwischen der Anzahl der emittierten und absorbierten Photonen an. Die Differenz bildet der dazu in Konkurrenz stehende Auger-Effekt. Das Verhältnis von erzeugten Löchern zu erzeugten Photonen bezeichnet man auch als Fluoreszenzausbeute (engl. fluorescence yield). Die Fluoreszenzausbeute wird üblicherweise einer der ursprünglichen Ionisation entsprechenden Schale zugeordnet und ist somit stets kleiner oder gleich Eins. Die gesamte Fluoreszenzausbeute (Summe über alle Schalen bei Kaskadeneffekten) kann in der Konsequenz also auch größer als Eins werden.
Bei Detektoren für Photonen (Photomultiplier; Halbleiterdetektoren wie z. B. Photodioden und CCDs) gibt die Quantenausbeute an, mit welcher Wahrscheinlichkeit ein Elektron durch den photoelektrischen Effekt freigesetzt wird und damit das Photon detektiert werden kann. Bei Solarzellen ist die Quantenausbeute für die Energieausbeute entscheidend. Die Quantenausbeute ist jeweils abhängig von der Wellenlänge bzw. Frequenz.
Die Quantenausbeute ist auch ein Maß für die Ergiebigkeit einer Photoreaktion. Bei durch Licht induzierten chemischen Reaktionen ist die Quantenausbeute die Anzahl umgesetzter Moleküle pro Anzahl absorbierter Photonen. Hierbei ist die Quantenausbeute von der Energie des Photons und somit von der Wellenlänge des Lichts (bzw. der elektromagnetischen Strahlung) abhängig. Bei Kettenreaktionen (z. B. Photopolymerisationsreaktionen) kann sie sekundär größer eins werden.

## Quanteneffizienz von Photoempfängern, Leuchtstoffen und Halbleiterlichtquellen
In der Photovoltaik, bei Photodioden und anderen Photoempfängern bezeichnet die Quanteneffizienz (QE) bei einer bestimmten Lichtwellenlänge das Verhältnis von Elektronen {\displaystyle N_{e}}, die zum Photostrom beitragen, zur Anzahl der eingestrahlten Photonen {\displaystyle N_{\gamma }}:
{\displaystyle QE(\lambda )={\frac {N_{e}}{N_{\gamma }(\lambda )}}={\frac {I}{q\cdot \Phi _{\gamma }(\lambda )}}={\frac {I}{q}}\cdot {\frac {h\cdot \nu }{\Phi _{L}(\lambda )}}}
Dabei ist 
- {\displaystyle q} die Elementarladung,
- {\displaystyle I} der Photostrom,
- {\displaystyle \Phi _{\gamma }} die Anzahl der Photonen pro Zeit,
- {\displaystyle \Phi _{L}} die Strahlungsleistung,
- {\displaystyle h\cdot \nu =h\cdot {\tfrac {c}{\lambda }}} die Energie eines einzelnen Photons
  - {\displaystyle \lambda } = Wellenlänge des Lichts
  - {\displaystyle \nu } = Frequenz des Lichts
  - {\displaystyle c} = Lichtgeschwindigkeit
  - {\displaystyle h} = Planck-Konstante.

Entsprechend bezeichnet bei Leucht- und Laserdioden die QE das Verhältnis von ausgesendeten Photonen zur Anzahl von rekombinierenden Elektron-Loch-Paaren und bei Leuchtstoffen das Verhältnis zwischen der Anzahl abgestrahlter Photonen neuer Wellenlänge zu den absorbierten Photonen der Anregungs-Wellenlänge.

### Spektrale Empfindlichkeit
Die gleiche Größe, unter anderem bei Photodioden, Solarzellen oder Photokathoden in der Einheit Ampere pro Watt (A/W) gemessen, wird als spektrale Empfindlichkeit (SR – für engl. spectral response) bezeichnet:
{\displaystyle SR(\lambda )={\frac {I}{P(\lambda )}}},
wobei {\displaystyle P(\lambda )=\Phi _{\gamma }(\lambda )\cdot h\nu } die Lichtleistung bei einer speziellen Wellenlänge ist.
Der Zusammenhang mit der Quanteneffizienz {\displaystyle QE(\lambda )} ist:
{\displaystyle QE(\lambda )={\frac {SR(\lambda )}{\lambda }}\cdot {\frac {hc}{q}}\,},
mit
{\displaystyle {\frac {hc}{q}}=1{,}239842\cdot 10^{-6}{\frac {\mathrm {m} }{\mathrm {A/W} }}}.

### Messprinzip
Für die Messung der Quanteneffizienz ist die genaue Kenntnis der (absoluten) eingestrahlten Lichtleistung/Photonenzahl notwendig. Dies wird meist dadurch erreicht, dass ein Messgerät über die bekannte Quanteneffizienz eines (kalibrierten) Vergleichsempfängers, {\displaystyle QE_{\mathrm {cal} }}, kalibriert wird. Es gilt dann:
{\displaystyle QE=QE_{\mathrm {cal} }\cdot {\frac {I_{\mathrm {mes} }}{I_{\mathrm {cal} }}}}
wobei {\displaystyle I_{\mathrm {mes} }} der für die Testzelle gemessene Strom und {\displaystyle I_{\mathrm {cal} }} der für die Vergleichszelle gemessene Strom sind.

### Messaufbau
Für die Beleuchtung sind eine Lichtquelle (Xenon- und/oder Halogenlampe) und ein Monochromator zur Auswahl von Wellenlängenintervallen notwendig. Als Monochromator kommen Filtermonochromatoren oder Gittermonochromatoren in Frage. Das monochromatische Licht wird möglichst homogen auf die zu testende Empfängerfläche geleitet.
Die Messung des Signals erfolgt oft mit Lock-in-Verstärkern zur Verbesserung des Signal-Rausch-Verhältnisses; dafür muss das Lichtsignal mit einem optischen Chopper periodisch moduliert (gepulst) werden.

## Quanteneffizienz vs. Quantenausbeute
Es gibt zwei Faktoren, die einen quanteninduzierten Prozess in seiner Effizienz begrenzen:
1. die Rate der Photonen, die überhaupt wirksam wird (der Rest wird auf andere Weise absorbiert)
2. der Anteil der Energie des Photons, der übertragen wird (abgesehen von der Multiphotonenabsorption wird nur je ein Photon beteiligt sein): die Energie des emittierten Photons wird um den Stokes-Shift geringer sein als die des eingestrahlten Photons.

## Praktische Bedeutung
Die Quantenausbeute ist unter anderem für die Charakterisierung von Photodioden, Photokathoden von Photozellen, Bildverstärkern und Photomultipliers, aber auch von Leuchtstoffen, Faserlasern und anderen (lichtgepumpten) Festkörperlasern von Bedeutung.
Die Quantenausbeute von Photokathoden kann Werte von über 50 % erreichen. Derzeitige Spitzenwerte sind:
- Cs2Te bei 213 nm: ca. 20 %
- GaAsP um die 460…540 nm: ca. 50 %
- GaAs um die 550…720 nm: ca. 25 %
- InP-InGaAsP knapp über 1000 nm: ca. 1 %

Die Quantenausbeute von einkristallinen Photodioden kann 90 % erreichen; einkristalline Silizium-Photodioden erreichen bei der optimalen Empfangswellenlänge um 900 nm eine spektrale Empfindlichkeit von etwa 0,5 A/W; Solarzellen erreichen diesen Wert meist nicht – sie sind polykristallin oder amorph, auch ist ihre Effizienz auf einen möglichst breiten Bereich im sichtbaren Spektralbereich (Sonnenlicht) optimiert.
Es finden sich Quantenausbeuten von zur Analyse verwendeten Fluoreszenzfarbstoffen von 2 bis 42 %, die stark von der verwendeten Lösung abhängen. Der Farbstoff Indocarbocyanin weist bei einer Anregungswellenlänge von 678 nm (rot) und einem Fluoreszenz-Maximum bei 703 nm einen Wert von 28 % auf.
Die Quantenausbeute von zu Beleuchtungszwecken verwendeten Leuchtstoffen (Kaltkathodenfluoreszenzlampen (CCFL), Leuchtstofflampen, weiße Leuchtdioden) ist nach verschiedenen Quellen nahe 100 %. Nach Henning Höppe gibt es Quantenausbeuten von 70 bis 90 % bei Anregungswellenlängen von 253,65 nm (Quecksilberdampf-Gasentladung) und 450 nm (blaue LED).
Die Quantenausbeute spielt auch bei der Photosynthese und der Produktivität landwirtschaftlicher Kulturen eine Rolle.